# 鴨川東インターチェンジ
鴨川東インターチェンジ（かもがわひがしインターチェンジ）は、京都府京都市伏見区深草藤田坪町にある第二京阪道路および稲荷山トンネルのインターチェンジである。
一般道との出入口は稲荷山トンネルのみで、第二京阪道路には出入口が設置されていない。かつては両路線とも阪神高速8号京都線の一部であったが、2019年の移管後は当ICが道路境界となった。

## 道路

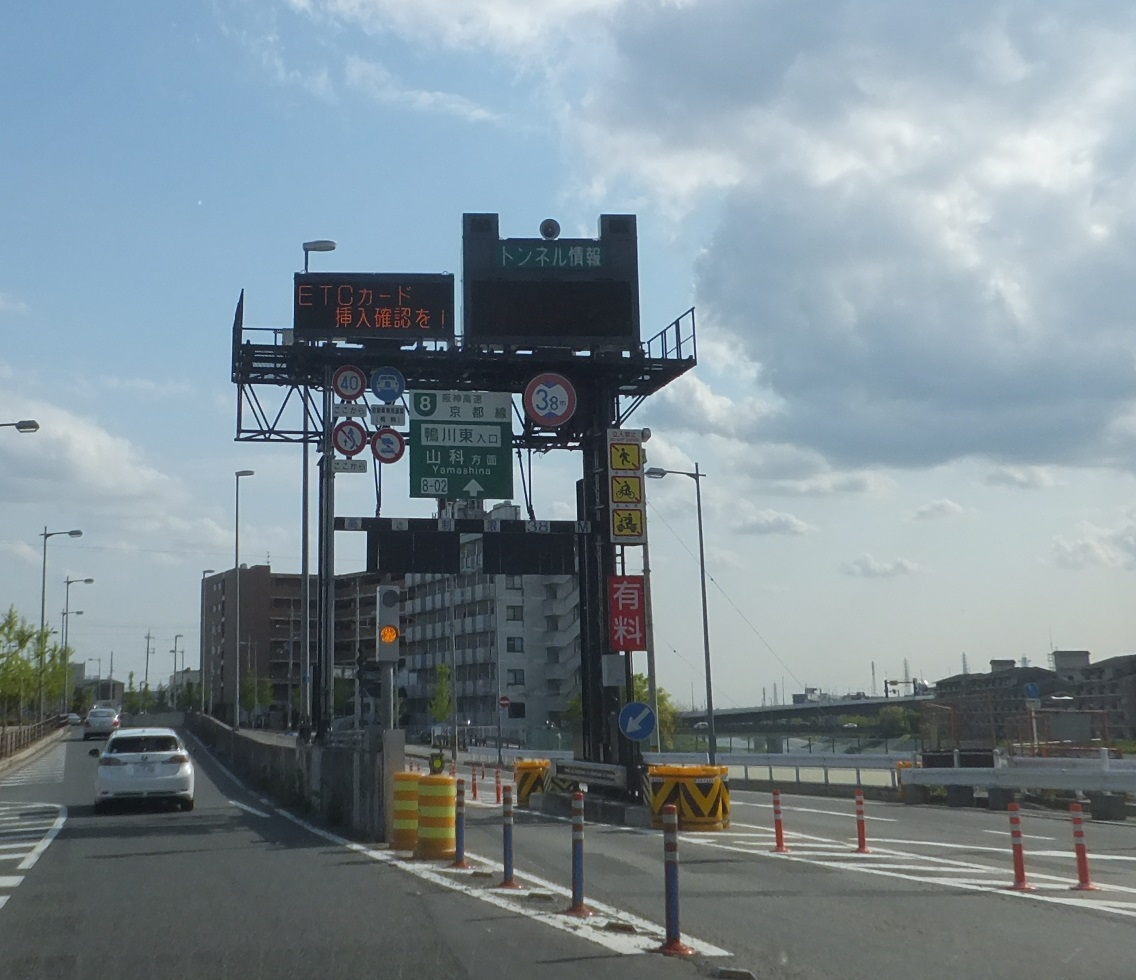
鴨川東出入口（阪神高速8号京都線当時）

- 京都市道高速道路1号線（新十条通）

## 料金所
山科方面の無料開放時に廃止された。無料化以前のブースは2つ（ETC専用：1、ETC・一般：1）で、一般レーンの料金徴収は自動収受機であった。

## 接続する道路
- 師団街道
- 十条通
- 鴨川東岸線

## 周辺
- 鴨川・琵琶湖疏水
- 京阪電鉄鳥羽街道駅
- 京都市立伏見工業高等学校
- 崇泉寺
- 京都市花き地方卸売市場

## 歴史
- 2008年（平成20年）6月11日 : 当IC - 山科出入口開通。
- 2011年（平成23年）3月27日 : 当IC - 上鳥羽出入口（当時）開通。
- 2019年（平成31年）4月1日 : 当IC - 第二京阪道路接続部間（油小路線）を西日本高速道路へ移管（国道1号 油小路線として）[1]。稲荷山トンネルが通る山科出入口 - 鴨川東出入口間（新十条通）を京都市へ移管し無料開放[2]。

## 隣
E89 第二京阪道路（油小路線）
(8-01)山科出入口 - 稲荷山トンネル - (8-02)鴨川東IC - (8-03)鴨川西IC/TB